# Olios tikaderi
Olios tikaderi är en spindelart som beskrevs av Kundu, Biswas och Dinendra Raychaudhuri 1999. Olios tikaderi ingår i släktet Olios och familjen jättekrabbspindlar. Inga underarter finns listade i Catalogue of Life.